# Juan Carreño Lara
Juan Carreño Lara (14 d'agost de 1909 - 16 de desembre de 1940) fou un futbolista mexicà.

## Selecció de Mèxic
Va formar part de l'equip mexicà a la Copa del Món de 1930.